# Gobierno de Remigio Morales Bermúdez
El gobierno de Remigio Morales Bermúdez en el Perú se inició el 10 de agosto de 1890 y terminó el 1 de abril de 1894 con el fallecimiento de dicho presidente.
El coronel (luego general) Remigio Morales Bermúdez, del Partido Constitucional, llegó al poder tras ganar en las elecciones de 1890, en la que recibió el apoyo del gobierno de turno, que encabezaba su correligionario, el general Andrés Avelino Cáceres. Este incluso apresó al candidato favorito, Nicolás de Piérola, para dejar el camino despejado a Morales Bermúdez. 
Durante este gobierno estalló una sublevación militar en el cuartel de Santa Catalina, en Lima, que fue reprimida sangrientamente por el ministro de Gobierno Mariano Nicolás Valcárcel. En el Congreso se forjó una alianza entre las fuerzas opositoras al gobierno, el Círculo Parlamentario y el Partido Civil, que tomó el nombre de Unión Cívica. En el aspecto internacional, al vencerse el plazo de la retención por parte de Chile de las provincias peruanas de Tacna y Arica, se gestionó la realización del plebiscito contemplado en el tratado de Ancón, pero este no llegó a realizarse por el desinterés del gobierno chileno en llevar a buen término las negociaciones. En el aspecto económico, se dio cumplimiento al Contrato Grace y se prosiguieron las obras de los ferrocarriles de penetración del centro y del sur, a cargo de la compañía británica Peruvian Corporation. De otro lado, se dieron leyes para proteger la industria y el comercio, se inauguró el camino de penetración al Pichis (selva central), se impulsó la actividad minera y llegaron dos buques de guerra. 
Antes de culminar su mandato, Morales Bermúdez falleció en abril de 1894, luego de una corta enfermedad. Lo sucedió el segundo vicepresidente Justiniano Borgoño, quien convocó a elecciones para preparar el retorno de Cáceres a palacio de gobierno.

## Contexto y antecedentes
El gobierno de Morales Bermúdez pertenece al periodo de la historia republicana del Perú llamado la Reconstrucción Nacional, iniciada tras el desastre de la guerra del Pacífico de 1879-1884, que había dejado al país devastado y con sus fuerzas productivas paralizadas. El primer gobierno del general Andrés Avelino Cáceres (1886-1890) fue el iniciador de dicha Reconstrucción, siendo su primera tarea recuperar la confianza internacional, muy mellada por la enorme deuda externa. El país necesitaba para su renacimiento de la inversión y los préstamos extranjeros. Fue así como el gobierno de Cáceres se vio en la necesidad de firmar el Contrato Grace (1889), que entregó a los acreedores europeos los ferrocarriles, territorios en la región amazónica y una cantidad de guano, todo ello a cambio de la extinción de la deuda externa peruana. Los acreedores o bonistas, mayormente británicos, crearon la compañía Peruvian Corporation para explotar los bienes recibidos.
El gobierno de Cáceres significó también una nueva edición del predominio de los militares en la política peruana, que ha sido denominado como el segundo militarismo (el primero sería el que surgió tras la guerra de la independencia).

## Elecciones presidenciales de 1890
Ya por finalizar el gobierno de Cáceres, se programaron las elecciones presidenciales para el 13 de abril de 1890. Los civilistas o miembros del Partido Civil, que habían apoyado a Cáceres en 1886, decidieron esta vez presentarse a elecciones con candidato propio. Se habló primero de la posible candidatura de Francisco García Calderón, el que fuera presidente bajo la ocupación chilena y que había regresado de su destierro con una aureola de heroísmo. Pero la idea no prosperó y los civilistas decidieron lanzar como candidato al médico Francisco Rosas Balcázar, que fuera ministro de Gobierno y Policía de Manuel Pardo y Lavalle y que tenía fama de estadista severo, más no de caudillo. El Partido Civil resurgía así desde la primera y última vez que había llegado al poder (1872-1876), aunque ahora carecía de popularidad, en parte porque se le consideraba responsable de la debacle económica de los años 1870, la misma que había sido aprovechada por Chile para desatar la guerra del Pacífico. Aun así, conservaba el apoyo de la plutocracia limeña, los profesionales destacados y los terratenientes de provincias.
Por su parte, el presidente Cáceres, decidió apoyar a un candidato propio, de su Partido Constitucional, y eligió como tal al coronel Remigio Morales Bermúdez, que entonces era su primer vicepresidente. Todo el aparato del gobierno se puso al servicio de esta candidatura.

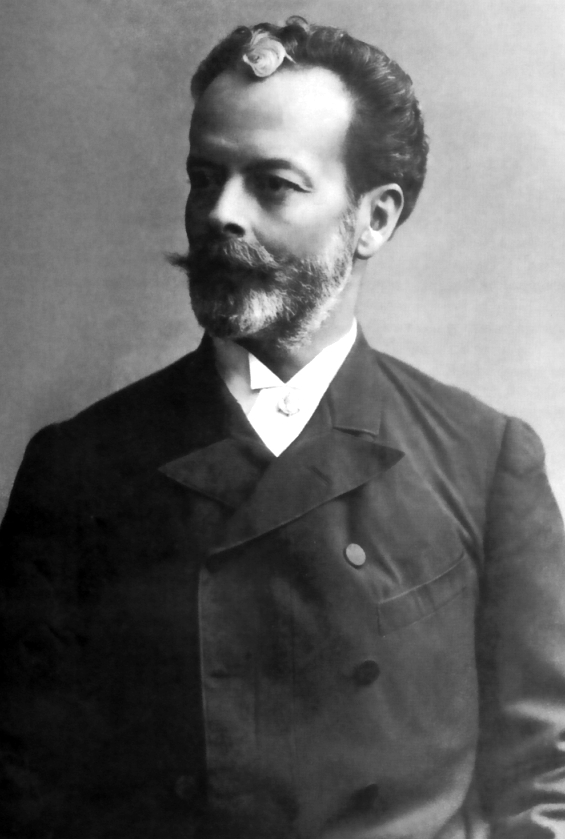
Nicolás de Piérola, líder del Partido Demócrata, era en 1890 el candidato presidencial con mayor popularidad, pero el gobierno de Cáceres lo anuló metiéndolo en prisión.

Frente a Morales Bermúdez y Rosas se alzó la candidatura de Nicolás de Piérola, líder del Partido Demócrata. Durante el gobierno de Cáceres, Piérola y su partido se habían mantenido al margen de la política, pues consideraba que era necesario evitar confrontaciones políticas por estar el país en la etapa de recuperación de postguerra. Ello quedó expuesto en una Declaración de Principios que había sido publicada en 1889.
Ahora bien, si Morales Bermúdez contaba con el apoyo oficialista, y Rosas con el respaldo de la clase alta y de un partido experimentado, Piérola era el único que contaba con arraigo popular. El 26 de enero de 1890, los demócratas hicieron un desfile en Lima, desde la Alameda de los descalzos hasta la Plaza de la Inquisición, que fue una clara evidencia de la popularidad de su caudillo. Este, montado a caballo, pasó revista a los afiliados a su partido quienes, en número de diez mil, recibieron medallas.
El gobierno de Cáceres se propuso entonces eliminar la candidatura de Piérola. Mediante un decreto, ordenó abrir proceso en el fuero militar contra Piérola y Miguel Iglesias por haber usurpado el poder en los días de la guerra con Chile. Piérola protestó por tal arbitrariedad; su abogado, Manuel Pablo Olaechea, consideró que, siguiendo esa línea, el presidente Cáceres y otros militares como el mismo presidente Morales Bermúdez deberían también ser incluidos en el proceso, por haber servido a Piérola en su gobierno de 1879-1881. Otros dirigentes demócratas también fueron hostilizados y perseguidos. El 5 de abril de 1890, Piérola fue apresado y encerrado en la Intendencia. El órgano periodístico de su partido, El País, fue clausurado. El partido demócrata, obedeciendo la directiva de Piérola, se abstuvo entonces de participar en las elecciones, al no haber las garantías necesarias.
Contando, pues, con todo el manejo del proceso electoral a su favor, Morales Bermúdez resultó ganador con 2899 votos, que representaba el 68% de los votos válidos de los colegios electorales. Mientras que Rosas obtuvo 1315, que representaba el 30%. Factor clave para este triunfo fue el respaldo de un influyente grupo parlamentario, encabezado por Mariano Nicolás Valcárcel, presidente de la Cámara de Diputados, que se encargó de hacer las calificaciones de las actas de sufragio, en las que se favoreció claramente al candidato del cacerismo. Lo mismo ocurrió con las calificaciones de las elecciones del tercio parlamentario para la Cámara de Diputados, donde el partido de Morales Bermúdez obtuvo la mayoría de escaños. En contraparte, el partido civil acaparó el Senado.

## Toma de mando

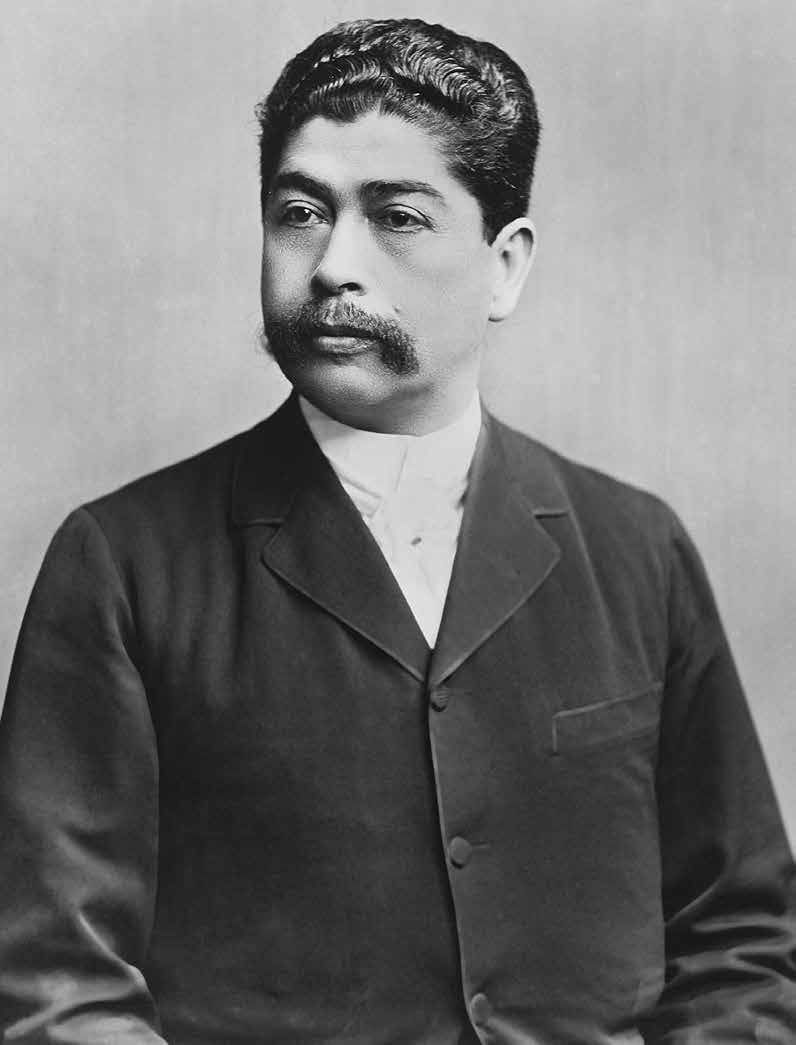
Mariano Nicolás Valcárcel, abogado arequipeño, fue el primer presidente del Consejo de Ministros del gobierno de Morales Bermúdez. Pasó luego a la oposición.

Morales Bermúdez resultó así elegido presidente de la República para el período 1890-1894, siendo acompañado por Pedro Alejandrino del Solar y por Justiniano Borgoño, en la primera y la segunda vicepresidencia, respectivamente. No hubo manifestaciones ni protestas en contra del resultado; el mismo candidato Rosas felicitó al ganador. El respaldo que recibió Morales Bermúdez de parte de la guarnición de Lima fue también un elemento disuasivo de alguna posible rebeldía.
Morales Bermúdez asumió oficialmente la presidencia el 10 de agosto de 1890. Desde 1876 no se había producido una transmisión constitucional del mando. Su primer gabinete ministerial estuvo presidido por Mariano Nicolás Valcárcel, que quedó a cargo del despacho de Gobierno. El diario El Comercio atribuyó la designación de Valcárcel a los servicios que había prestado en la elección de Morales Bermúdez. Integraban este gabinete: Alberto Elmore (Relaciones Exteriores); Francisco Gerardo Chávez (Justicia); el coronel Belisario Suárez (Guerra); e Ismael G. de la Quintana (Hacienda).
A principios de 1891, el expresidente Cáceres viajó a Europa, al ser nombrado ministro plenipotenciario en Francia e Inglaterra. El congreso, por Resolución Legislativa del 29 de agosto de 1892, ascendió a Morales Bermúdez a General de Brigada.

## Aspecto político y administrativo

### La fuga de Piérola
El 5 de octubre de 1890, el principal opositor al gobierno, Piérola, escapó de la cárcel, contando con la ayuda de un oficial de la prefectura, Manuel de Arboleda, y de su hijo Amadeo de Piérola. Salió por la puerta principal de la Intendencia, disfrazado, mientras los guardias estaban distraídos en medio de un festín. Permaneció meses escondido en Lima, hasta que el 14 de abril de 1891 se embarcó de incógnito en el Callao. La leyenda cuenta que un policía lo reconoció en el muelle, pero lo dejó ir, pues tal era la simpatía popular que causaba. Arribó a Guayaquil y de allí pasó a Panamá, para finalmente embarcarse a Europa.

### Motín del cuartel de Santa Catalina

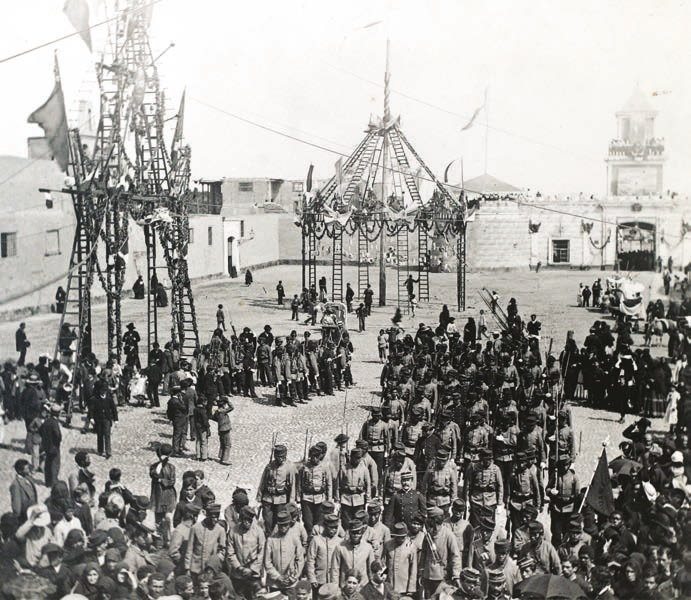
Fotografía del Batallón Zepita frente al cuartel de Santa Catalina, década de 1890.

Cuando todavía Piérola se hallaba oculto en Lima, el 3 de diciembre de 1890 estalló un motín en el cuartel limeño de Santa Catalina, liderado por el coronel Arturo Morales, que invocó el nombre de Piérola. La represión fue muy severa, siendo fusilados el cabecilla y otros veintiún militares, entre los que se contaban el sargento mayor de artillería Teobaldo Palacios, Alberto Ramos y el coronel Francisco Eslava, cuyos cadáveres fueron echados a la fosa común del cementerio. Se dijo que el responsable de esa desmedida represión fue el propio primer ministro y ministro de Gobierno, Mariano Nicolás Valcárcel, que estuvo presente en el cuartel cuando se cumplió esa orden.
Esto motivó las quejas de los familiares de los fallecidos, uno de los cuales, la viuda del sargento Palacios, presentó una denuncia en el Parlamento contra el gabinete Valcárcel. Coincidentemente, Valcárcel renunció al despacho de Gobierno (que pasó a ser ocupado por Federico Herrera) y a la jefatura del gabinete (que quedó interinamente a cargo del canciller Alberto Elmore) y pasó a presidir la Cámara de Diputados, donde la acusación en su contra no prosperó, pues el gobierno contaba allí con mayoría. El Senado, en donde dominaban los civilistas, pidió interpelar a los ministros; un connotado líder de ese partido, el senador Manuel Candamo, condenó los sucesos del cuartel de Santa Catalina, con frases que tuvieron mucha repercusión en la opinión pública.
La interpelación a los ministros se programó para el 24 de agosto de 1891, pero en el ínterin se produjeron algunos cambios ministeriales. Juan Federico Elmore reemplazó en la cancillería a su hermano Alberto Elmore, y el ministro de Gobierno Federico Herrera pasó a encabezar el gabinete ministerial (14 de agosto de 1891).

### Gabinete Borgoño
El 24 de agosto de 1891 juró un nuevo gabinete ministerial presidido por el coronel Justiniano Borgoño como ministro de Guerra; e integrado por Juan Federico Elmore (Relaciones Exteriores); Federico Herrera (Gobierno); Epifanio Serpa (Justicia); y Manuel Carbajal (Hacienda). Al ya no quedar en el gabinete ministerial ninguno de los allegados de Valcárcel, exceptuando dos de ellos que no habían tenido injerencia en el asunto de Santa Catalina (Herrera y Serpa), el gobierno consideró superada la crisis. El senador Candamo, en un comentado discurso, aplaudió esta decisión y consideró que el Senado ya no podía acusar. Con todo, su discurso causó impacto en la opinión pública, pues se reafirmó en su posición de condenar la represión: «La justicia se hace de día, en la plaza pública; no victimando a hombres rendidos, de noche a la dudosa luz de las cuadras de un cuartel».
El 30 de diciembre de 1891 se aprobó el decreto de amnistía política general que dispuso la clausura de todos los juicios abiertos por conspiraciones y motines a civiles y militares.

### Manuel González Prada y la Unión Nacional

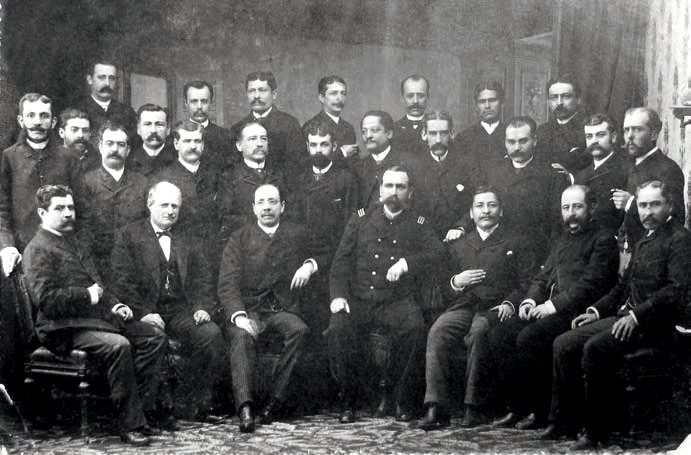
Fotografía de una reunión partidaria de la Unión Nacional, en mayo de 1891. Al centro, sentado y en traje militar, está José Gálvez Moreno, que dirigió la reunión. Detrás de él, de pie, está Abelardo Gamarra, el Tunante.

En esta época surgió una nueva fuerza política, fundada por el escritor Manuel González Prada, que ya era célebre por su talento literario, por sus críticas acerbas hacia los viejos políticos peruanos y por su sensibilidad social. Se trata del partido Unión Nacional, fundado en 1891 a base del Círculo Literario que encabezara el mismo González Prada. El pensamiento de la Unión Nacional era de avanzada, influido como estaba por el liberalismo y el positivismo. González Prada fue su presidente, y uno de los miembros de su junta directiva fue el marino José Gálvez Moreno.
El programa del partido aceptaba el sistema unitario para la República, de manera provisional; reclamaba el sufragio directo, aún para los extranjeros; exigía la devolución de sus tierras a las comunidades indígenas; pedía un régimen tributario de preferencia indirecto; así como mejoras para la clase obrera. Sus integrantes lo conformaban en su mayoría intelectuales, como Abelardo Gamarra, Pablo Patrón, Carlos Germán Amézaga, Víctor M. Maúrtua, Luis Ulloa, Germán Leguía y Martínez, entre otros.
Se dice que el gobierno de Morales Bermúdez quiso ofrecer a González Prada un puesto muy rentado para así poder acallarlo. Pero él respondió que no se alquilaba. A mediados de 1891, decidió viajar a Europa, ante la consternación de sus correligionarios de la Unión Nacional, que le consideraban su único líder. Pero él creía que un verdadero partido debería desenvolverse sin caudillismo. Con todo, la Unión Nacional no llegó a tener arraigo popular. La ausencia del líder y el hecho que su discurso fuera demasiado académico, evitó que tuviera un contacto más estrecho con las masas.

### Gabinetes Herrera e Ibarra

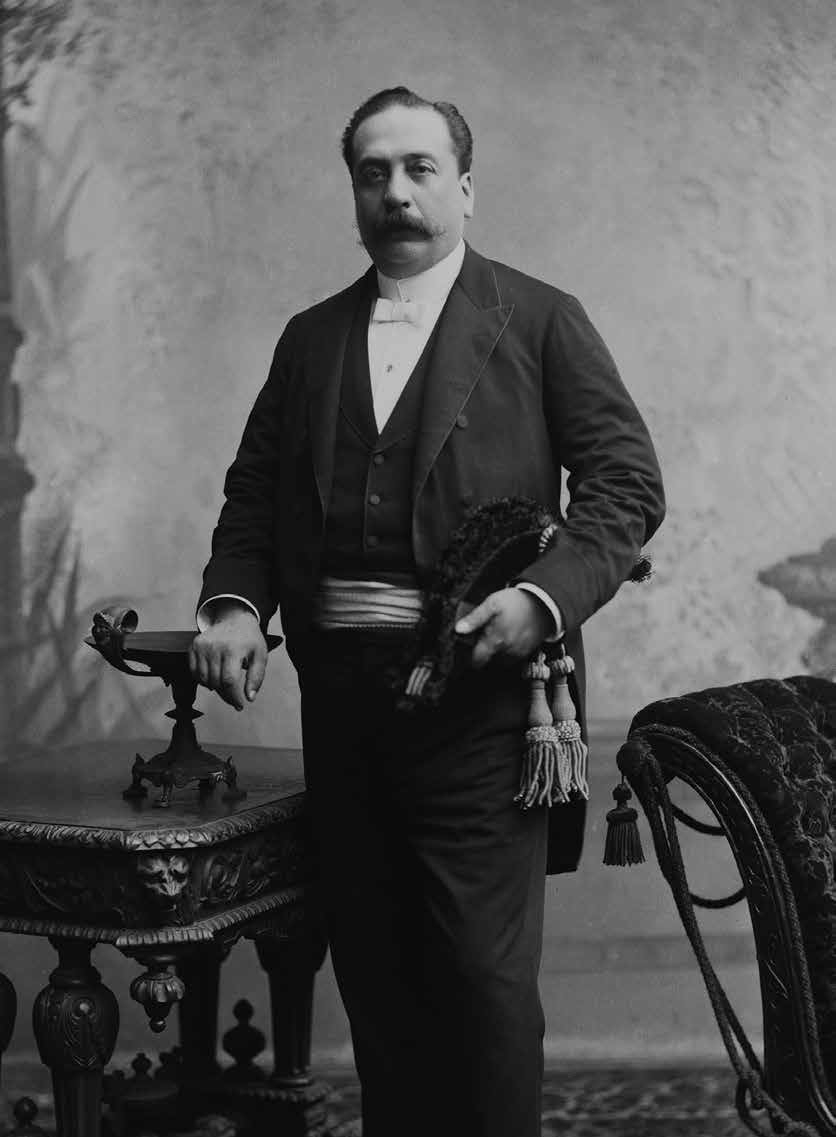
El político ayacuchano Federico Herrera ejerció la presidencia del consejo de ministros y el ministerio de Gobierno y el de Guerra.

Borgoño presentó su renuncia el 14 de octubre de 1891, y fue reemplazado interinamente por Federico Herrera como jefe del gabinete y ministro de Guerra. Luego de un mes, Herrera fue ratificado en su máximo cargo, dejando el portafolio de Guerra al coronel Juan Ibarra y conservando el de Gobierno.
Herrera renunció el 13 de abril de 1892, por un desacuerdo con el presidente Morales Bermúdez, que los medios periodísticos interpretaron de diversos modos. Lo reemplazó Ibarra, tanto en la presidencia del gabinete como al frente del ministerio de Gobierno; el despacho de Guerra pasó a ser ocupado por el coronel Bruno Morales Bermúdez. El diario El Comercio calificó de “improvisado” a este gabinete.
El 7 de mayo de 1892 regresó al Perú el general Andrés A. Cáceres, luego de haber ejercido cargos diplomáticos en Europa. Se anunciaba ya su postulación a la presidencia para las elecciones de 1894.

### Gabinete Elías
El 30 de junio de 1892 se conformó un nuevo gabinete presidido por Carlos María Elías (Gobierno) y que integraban Eugenio Larrabure y Unanue (Relaciones Exteriores); Ismael Puirredon (Justicia e Instrucción); el coronel Bruno Morales Bermúdez (Guerra); y Rafael Quiroz (Hacienda).
En enero de 1892 renunció el canciller Larrabure, luego de una ruidosa discrepancia con Elías sobre el problema del arbitraje directo con los tenedores de bonos de la deuda con Francia y las negociaciones con Chile. Lo reemplazó Ramón Ribeyro.

### La Ley de Municipalidades de 1892
El 14 de octubre de 1892, el Congreso expidió la Ley de Municipalidades, para permitir el restablecimiento de dichas entidades en todo el país. Quedó establecido el sufragio directo, aunque no secreto. Efectuados los comicios, perdieron los candidatos oficialistas y el gobierno no tuvo reparos en reemplazar los municipios por Juntas de Notables.

### Oposición parlamentaria al gobierno
A fines de 1892, el gobierno se hallaba en una situación difícil pues el Congreso le era hostil. Valcárcel, que había empezado sirviendo al gobierno como ministro, estaba ahora en la oposición. Fue acusado de haber manipulado la revisión de los resultados de las elecciones por el nuevo tercio parlamentario de 1892, lo que le había posibilitado formar en la Cámara de Diputados un grupo dominante denominado el Círculo Parlamentario. Los civilistas, encabezado por Francisco Rosas y que dominaban el Senado, acordaron una alianza con el grupo de Valcárcel, alianza que fue denominada Unión Cívica. La plataforma de los cívicos era oponerse a la injerencia de los militares en la política y se proyectaron para las elecciones presidenciales de 1894, con Valcárcel como candidato.

### Ley de elecciones de 1892
El 17 de diciembre de 1892 el Congreso sancionó una nueva Ley de Elecciones que mantuvo los defectos de la ley anterior: sufragio indirecto, influencia de las autoridades políticas en la realización de los registros electorales y la decisión de las dualidades por el Congreso. Su novedad fue que prohibió por primera vez en la historia republicana el sufragio a los analfabetos. Como la gran masa de población indígena era analfabeta, esto provocó distribuciones desiguales en cuanto a las representaciones parlamentarias de cada provincia: hubo provincias con representantes elegidos con una ínfima cantidad de votantes, pero que igualaban en número al de los representantes de otras provincias que contaban con un electorado más activo, grande y nutrido.

### Gabinete Seoane

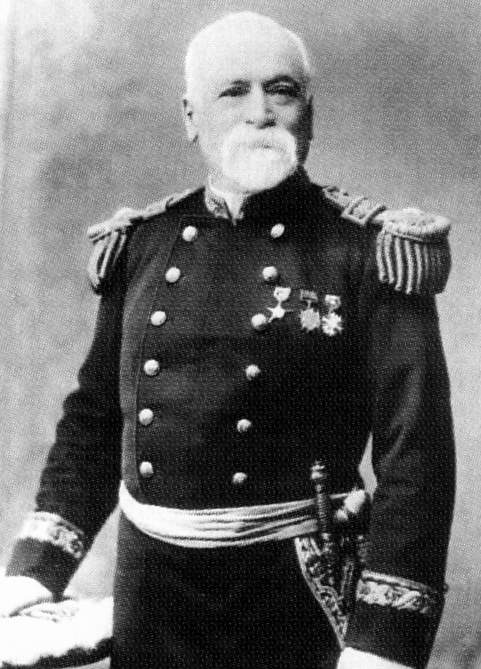
El general Manuel Velarde Seoane fue presidente del consejo de ministros y el ministerio de Gobierno y Policía, de marzo a mayo de 1893.

El 28 de febrero de 1893, renunció el jefe del gabinete ministerial Carlos M. Elías, corriendo diversas versiones sobre su motivo, que apuntaban a discrepancias dentro del mismo Ejecutivo.
El 3 de marzo de 1893 se conformó otro gabinete, encabezado por el general Manuel Velarde Seoane, que asumió al mismo tiempo la función de ministro de Gobierno. Conformaban este gabinete: Cesáreo Chacaltana (Relaciones Exteriores); Félix Cipriano Coronel Zegarra (Justicia); el capitán de navío Manuel Villavicencio (Guerra y Marina); y José Salvador Cavero (Hacienda). Este gabinete fue calificado como “cacerista”, por pertenecer sus miembros al partido oficialista, aunque Velarde era el menos exaltado de todos sus correligionarios.
Los ataques de los periódicos eventuales anticaceristas arreciaron por entonces. Entre ellos estaban La Cachiporra, El Chispazo y La Tunda. Este último, dirigido por Belisario Barriga, era el más leído. La imprenta donde se imprimía, situada en la calle Bodegones, fue asaltada por una turba cacerista, que causaron algunos destrozos. Contrastando con la exaltación de sus correligionarios, el presidente Morales Bermúdez dijo estar dispuesto a lograr una conciliación con los partidos. El mismo Cáceres dijo estar propenso a renunciar a su intención de postular a la presidencia, si eso promovía la reconciliación; su idea era promover entre los partidos una candidatura de consenso. Aunque los líderes de la Unión Cívica, Valcárcel y Candamo, dijeron estar de acuerdo con el presidente, y se concretó la reunión, no se llegó a ningún acuerdo. Por su parte, los demócratas se abstuvieron de participar en esa reunión; su líder, Nicolás de Piérola, ya había emprendido su retorno al Perú desde Europa; en junio de 1893 se hallaba en Guayaquil. Cáceres intentaría buscar la alianza de los demócratas, pero igualmente no tendría éxito, como veremos más adelante.
Velarde acabó por renunciar a la presidencia del Consejo de Ministros el 2 de mayo de 1893, aduciendo discrepancias con los dirigentes de su partido. Una versión periodística aseguraba que se había enemistado con el mismo general Cáceres.

### Gabinete Jiménez
El 11 de mayo de 1893 juró un nuevo gabinete ministerial presidido por José Mariano Jiménez Wald, que asumió también la Cancillería. En un informe que escribió años después, Jiménez confesó que al principio había rechazado la designación, pero el presidente Morales Bermúdez lo había convencido de que debía aceptar como un sacrificio por la nación. También influyó en su designación el hecho de ser de Arica, ocupada por Chile, justo cuando estaba a punto de cumplirse el plazo de diez años para la realización del plebiscito que decidiría el destino de las provincias cautivas del sur peruano.
Este gabinete, que fue el último del gobierno, lo integraban: Pedro José Zavala (Gobierno); Alfredo Gastón (Justicia e Instrucción); el coronel Nicanor Ruiz de Somocurcio (Guerra) y Eugenio Marquezado (Hacienda). Fue denominado como el “gabinete de tregua” y se decía que todos pertenecían al círculo amical del presidente.

### La censura al ministro Zavala
Las desavenencias entre el Ejecutivo y el Legislativo continuaron. Proliferó un periodismo eventual, representado por semanarios políticos y satíricos que eran exacerbadamente anticaceristas, como La Tunda de Belisario Barriga, El Combate de Domingo Valle Riestra y Ño Bracamonte. El gobierno respondió clausurando las publicaciones y denunciando a varios periodistas, que terminaron en prisión, violando de esa manera las garantías individuales. La agitación política se acrecentó aún más cuando el gobierno reemplazó a las municipalidades (en cuyas recientes elecciones había perdido el partido oficialista) por las juntas de notables.

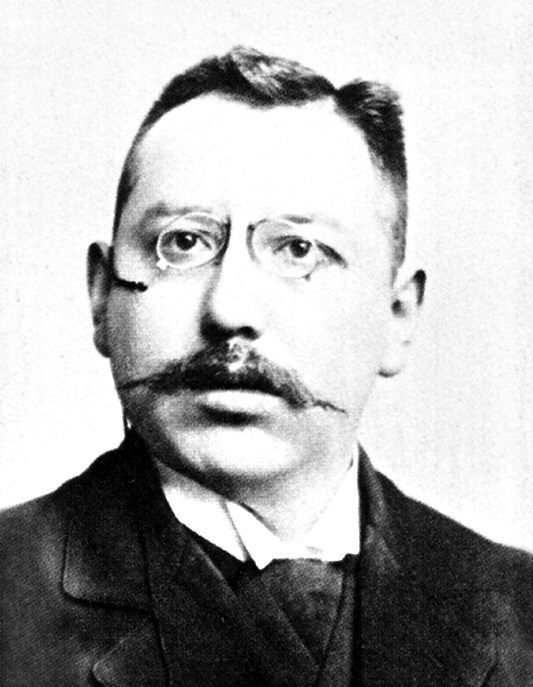
El diputado arequipeño Mariano H. Cornejo hizo oposición al gobierno de Morales Bermúdez, destacando por su brillante elocuencia y su hábil argumentación.

Desde el congreso, los diputados Mariano H. Cornejo y Aurelio Sousa y Matute protestaron contra las represalias a los periodistas y promovieron la interpelación a los ministros. En el debate parlamentario, Cornejo destacó por su elocuencia cargada de erudición (21 de agosto de 1893). El ministro de Gobierno Pedro José Zavala terminó siendo censurado y obligado a presentar su renuncia, que fue aceptada el 1 de septiembre de 1893. Poco después, el ministro Marquezado (de Hacienda) renunció por motivos de salud. El 28 de septiembre quedó reconstituido el gabinete, cuando el ministro Alfredo Gastón pasó a la cartera de Gobierno e ingresaron al gabinete Agustín de la Torre González y Estanislao Pardo de Figueroa como ministros de Hacienda y Justicia, respectivamente.

### La Ley de Registro Cívico y la del Habeas Corpus
En 1893, el Congreso, con la intención de evitar la intervención de terceros en las elecciones, aprobó la ley de registro cívico que otorgaba facultades revisoras a una Junta Suprema Central para llevar las elecciones de manera transparente ante la amenaza de presiones de parte del partido cacerista. Esta Junta debía estar conformada por nueve miembros, entre los cuales se mencionaban a los presidentes de ambas cámaras del Congreso. Lo cual no podía menos que inquietar al gobierno, pues en ese momento era presidente de la Cámara de diputados Valcárcel, el mismo que era voceado para postular a la presidencia. El Ejecutivo hizo observaciones a la ley, pero el Congreso lo promulgó el 24 de octubre de 1893.
En ese mismo mes de octubre de 1893, el Congreso aprobó también una ley que introdujo el recurso jurídico del habeas corpus que limitaba la prisión arbitraria de los acusados por delitos comunes. El Ejecutivo lo devolvió al Congreso con observaciones.

### El escenario electoral en 1894

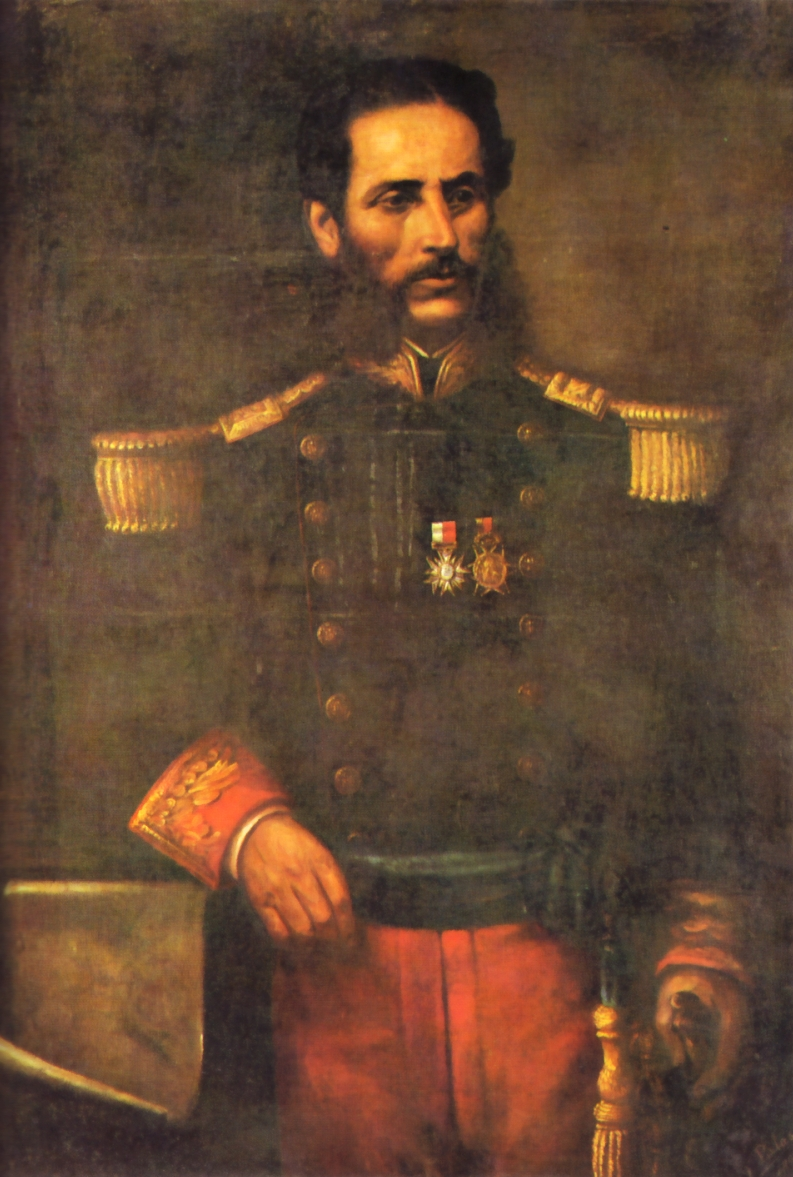
El general Andrés Avelino Cáceres, regresó al Perú en 1892, dispuesto a recobrar el poder, luego de haber servido como diplomático en Europa.

Al acercarse las elecciones presidenciales, programadas para abril de 1894, nuevamente asomó la figura del general Andrés A. Cáceres, en pos de una segunda elección presidencial. El gobierno de Morales Bermúdez procedió de lleno a apoyarlo. De otro lado, Nicolás de Piérola, como líder del partido demócrata, anunciaba también su postulación a la presidencia. Se hallaba entonces en Chile. Por su parte, la Unión Cívica (grupo integrado por el Círculo Parlamentario y el Partido Civil), lanzó la candidatura de Mariano Nicolás Valcárcel. Algunos civilistas, que habían deseado que el candidato fuera Manuel Candamo, se retiraron de la Unión Cívica. No obstante, tanto Candamo como Francisco Rosas y otros prominentes líderes del civilismo apoyaron a Valcárcel. La campaña electoral se vislumbraba muy peleada.
El ministro de Hacienda Agustín de la Torre González trató de conciliar entre los partidos políticos para evitar una guerra civil, que muchos veían inevitable. Pero se vio obligado a renunciar al ministerio en enero de 1894, al revelarse una carta que había dirigido a Nicolás de Piérola en la que se descubría que el partido constitucional o cacerista, había ofrecido al líder de los demócratas arreglos electorales para repartirse el poder, entre los que se contemplaba darle la presidencia de una Asamblea Constituyente. Piérola rechazó esta propuesta y fue enfático en afirmar que no se prestaría jamás a ese tipo de componendas políticas. Todo indicaba que en adelante, Piérola sería la gran figura de la escena política peruana.
En reemplazo de La Torre fue nombrado ministro de Hacienda el capitán de navío Melitón Carvajal. Con este último cambio y en vísperas del fallecimiento de Morales Bermúdez, el gabinete ministerial quedó con la siguiente conformación: José Mariano Jiménez (PCM y Relaciones Exteriores); Alfredo Gastón (Gobierno), Estanislao Pardo de Figueroa (Justicia e Instrucción); el coronel Nicanor Ruiz de Somocurcio (Guerra); y el capitán de navío Melitón Carvajal (Hacienda).

## Aspecto internacional

### Cuestión de Tacna y Arica
En política exterior, la administración de Morales Bermúdez se concentró en gestionar la realización del plebiscito que debía decidir el destino definitivo de las provincias cautivas de Tacna y Arica, entonces bajo administración chilena, tal como estaba estipulado en el tratado de Ancón de 1883, que había previsto la realización de dicho plebiscito transcurridos diez años (es decir, en 1894). En dicho tratado se contemplaba también que el país ganador del plebiscito pagaría al otro la suma de diez millones de pesos como indemnización.
Las conversaciones diplomáticas entre el presidente de Chile José Manuel Balmaceda y el plenipotenciario peruano Carlos María Elías, publicadas en 1900, en Páginas Diplomáticas, revelan que Chile quería solucionar la cuestión comprando Tacna y Arica, pretendiendo así evadir la realización del plebiscito. La suma ofrecida escaló a los veinte millones, lo que el gobierno peruano rechazó. La guerra civil chilena de 1891 suspendió momentáneamente las negociaciones. Entre 1892 y 1894 continuó la negociación con Chile el canciller peruano Eugenio Larrabure y Unanue, que propuso al gobierno chileno unas bases para la realización del plebiscito; o, en todo caso, la devolución de Tacna y Arica al Perú, a cambio de amplias concesiones comerciales para Chile o el pago de un rescate de diez millones. Pero esta propuesta de devolución fue rechazada por Chile, al considerar que no debían inmiscuirse cuestiones comerciales en el arreglo. Por entonces se dio la firma del protocolo de Bacourt-Erráruriz, acuerdo francés-chileno, del cual se dijo que tenía un anexo secreto en el cual Chile ofrecía dar a los acreedores franceses del Perú los diez millones del pago de indemnización por Tacna y Arica (contemplado en el tratado de Ancón) e incluso otros cuatro millones, de modo que el Perú, al verse presionado por el pago de la deuda francesa, se viera obligado a aceptar el dominio definitivo de Chile en dichas provincias. Esta información generó incomodidad en el Perú, pero se logró que el gobierno chileno se comprometiera a no inmiscuir a Francia en el asunto. Todo esto prueba que Chile nunca tuvo la intención de realizar el plebiscito y que su plan era quedarse con las provincias peruanas a como dé lugar.

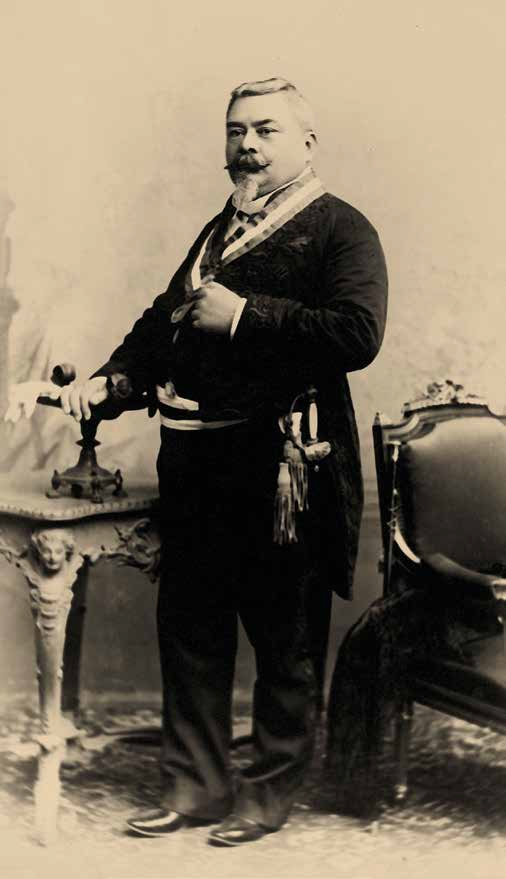
El canciller peruano José Mariano Jiménez Wald, se encargó de realizar las negociaciones para llevar a cabo el plebiscito de Tacna y Arica, que nunca se realizó por culpa de Chile.

En 1893, el canciller peruano José Mariano Jiménez Wald (nacido en Arica) inició nuevas negociaciones con el ministro chileno en Lima Javier Vial Solar. Jiménez propuso que una vez vencido el plazo de diez años, Tacna y Arica debían volver al Perú, y que el plebiscito se debía realizar después, presidido por el Perú o por un país neutral, en el cual solo debían participar los nacidos en dichas provincias. Sugirió también que si el plebiscito favorecía al Perú (como era previsible), la indemnización sobre el territorio sería abonada con la importación de productos naturales e industriales chilenos, libres de derechos en las aduanas peruanas por veinticinco años. El representante chileno rechazó esa propuesta; consideraba que la administración chilena debía ser la que debía presidir el plebiscito y que en el debían participar también los residentes chilenos. Pese a estas grandes diferencias, se llegó a firmar un protocolo (llamado protocolo Jiménez-Vial) sobre algunas bases para la realización del plebiscito, aunque no sobre los puntos más importantes (26 de enero de 1894).
El gobierno chileno, sin embargo, desaprobó la actuación de su ministro Vial y las negociaciones continuaron en Santiago, a cargo del ministro peruano Ramón Ribeyro. Este propuso a la cancillería chilena que definiera de una vez las bases para el plebiscito: su propuesta era que la Junta encargada del mismo debería estar encabezada por un peruano, un chileno y un neutral; y que el derecho a voto debía ser para los nacidos en las provincias y los que tuvieran residencia continúa de dos años como mínimo. La cancillería chilena no respondió, hasta que el plazo para la realización del plebiscito venció el 28 de marzo de 1894. El Perú protestó por la continuación de la ocupación chilena de Tacna y Arica, que consideró ilegal, pero Chile argumentó que era necesario una prórroga para preparar adecuadamente el plebiscito. Este asunto sería desde entonces la preocupación principal de la cancillería peruana hasta los años 1920. El plebiscito nunca llegaría a realizarse.

### Negociaciones con Ecuador

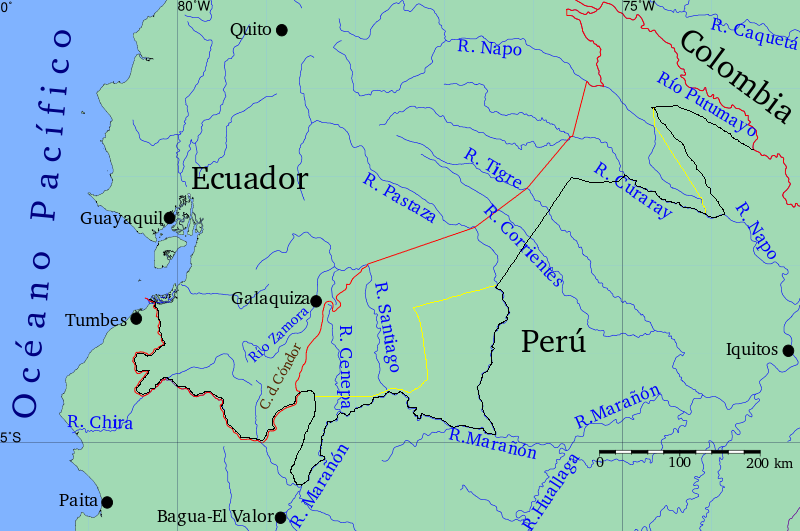
Frontera delimitada por el Tratado García-Herrera (en negro), modificaciones por parte del Perú (en amarillo) y frontera actual (en rojo).

Otro importante litigio limítrofe era el sostenido con el Ecuador, para cuya solución se había propuesto el arbitraje del Rey de España, ya desde 1887. Pero en mayo de 1890 (cuando todavía gobernaba el general Cáceres), el cancillería peruana accedió a la propuesta ecuatoriana de resolver de una vez el asunto, prescindiendo del arbitraje. La reunión de ambas partes se realizó en Quito, donde el representante peruano Arturo García Chávez  y el representante ecuatoriano Pablo Herrera González suscribieron el Tratado García-Herrera, por el cual el Perú mantenía su dominio en Tumbes y Jaén, pero cedía a Ecuador gran parte de la inmensa provincia de Maynas, entre ellas la región de Canelos, que anteriores gobiernos peruanos habían defendido de la ambición ecuatoriana (2 de mayo de 1890). Muchos peruanos vieron por eso en este acuerdo un entreguismo inaudito, por lo que alzaron sus voces de protesta. Arturo García justificó el tratado aduciendo que de esa manera se mantenía la paz con el vecino país del norte, pues de darse el arbitraje era seguro que Ecuador lo iba a perder y que ello lo empujaría a desatar la guerra, para lo cual el Perú no estaba preparado. Sin embargo, había otra razón de fondo: al acercarse la fecha del plebiscito de Tacna y Arica en 1894, la cancillería peruana deseaba de una vez estar en buenas relaciones con el Ecuador, para volcarse de lleno al asunto con Chile.
El Congreso ecuatoriano se apresuró a aprobar el tratado (19 de junio del mismo año), pero el Congreso peruano, bajo presión de los representantes amazónicos, hizo dos modificaciones en la línea trazada: una salvando la parte baja de los ríos Santiago, Morona y Pastaza, y oponiéndose a que se concediera al Ecuador entrada al Amazonas, y otra modificando la línea acordada entre el Napo y el Putumayu (1893). Ecuador no aceptó estas modificaciones, pero el Congreso peruano se mantuvo inflexible. El gobierno ecuatoriano declaró entonces insubsistente el decreto parlamentario que había aprobado y ratificado el tratado (25 de julio de 1894) y las negociaciones entre ambas partes continuaron.
Colombia, por su parte, presentó críticas frente a las acciones de ambos gobiernos y especialmente al peruano. Consideraba que debería ser incluido como tercero en las negociaciones, pues la disputa contemplaba territorios que le incumbían. Ello llevó a que el canciller peruano Juan Federico Elmore señalara que el Perú no tenía disputas limítrofes con Colombia desde 1830 y que Ecuador era «el único país que tendría derecho de formular pretensiones» (1892). Pero en 1894, al reanudarse las negociaciones con Ecuador, el Perú cambió su actitud y aceptó la tercería colombiana (acuerdo tripartito).

### Tratado de comercio y navegación con Brasil
Se firmó el 10 de octubre de 1891 un tratado de comercio y navegación bilateral con Brasil, llamado Tratado Chermont-Seoane, en reemplazo de la convención fluvial de 1858. Fue aprobado por el Congreso peruano en 1894, y las ratificaciones se canjearon en Lima, en 1896. Estableció la libertad de navegación por el Amazonas y sus afluentes y se exoneraron de derechos a las mercancías que cada país quisiera ingresar al otro. Este acuerdo fue perjudicial para Iquitos, donde hubo fuerte oposición, pero lo mismo ocurrió en Brasil, que lo denunció en 1904, quedando finalmente invalidado.

## Protestas sociales
Se produjeron huelgas de empleados y trabajadores, aunque todavía no estaba reconocido el derecho de huelga. 

### Huelga de los agentes de aduana
En 1891 estalló la huelga de los agentes de aduanas del Callao, a raíz que estos, que eran comisionistas, tuvieran un entredicho con el gobierno por adeudos acumulados; a ella se sumaron los agentes aduaneros de otros puertos del país. Como las reuniones de los agentes se realizaron en el local de la Cámara de Comercio de Lima, el presidente de dicha entidad, Pedro Correa y Santiago, fue apresado por la policía, al exigírsele la entrega de las actas de las reuniones, pues el gobierno creyó que se estaba fraguando una sublevación. Con la intervención del Congreso, las demandas de los agentes aduaneros fue atendida parcialmente y la huelga fue levantada.

### Huelgas de tipógrafos y cigarreros
El 20 de junio de 1892 estalló la huelga de los tipógrafos de los diarios de Lima, por reclamos salariales. Exigían el retorno de la tarifa de 1869, lo que implicaba un cincuenta por ciento de aumento. Varios diarios se vieron en dificultades por esta medida, pero la huelga fracasó al presentarse a trabajar operarios que aceptaban el salario vigente. De todos modos fue un antecedente de otra huelga de tipógrafos que estallaría en 1896 y que tendría más repercusión.
En ese mismo mes de junio estalló también una huelga de los trabajadores de las fábricas de cigarros de Lima. Pero los patrones resolvieron su problema dando trabajo a otros obreros y pidiendo a las autoridades garantías constitucionales para ellos.

## Aspecto económico

### Cumplimiento del Contrato Grace

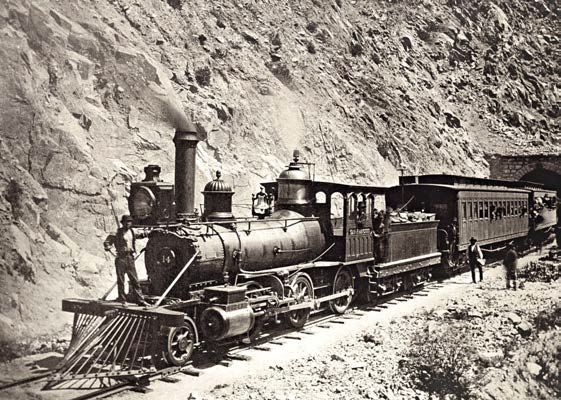
La Peruvian Corporation, en cumplimiento del Contrato Grace, continuó la ampliación de la red ferroviaria. En la imagen el ferrocarril de Lima a La Oroya.

En cuanto a la política económica, Morales Bermúdez se propuso cumplir los compromisos derivados del contrato suscrito por el primer gobierno de Cáceres con la firma inglesa Grace en 1888, que transfería a esta compañía el control de todos los ferrocarriles del país a cambio del arreglo de la deuda externa. No obstante, en sus dos primeros años de gobierno, Morales Bermúdez no pudo cumplir con dicho compromiso, ante lo cual la firma inglesa se negó a pagar sus contribuciones al Estado.
La solución llegó en diciembre de 1892 cuando Chile devolvió al Perú las covaderas de Huanillos, Punta de Lobos, Pabellón de Pica e islas Lobos, las cuales fueron transferidas a la Peruvian Corporation como señal de pago de sus deudas. La Peruvian Corporation cumplió entonces con su compromiso de construir la prolongación del ferrocarril central, desde Chicla hasta La Oroya, y la del ferrocarril del sur, hasta Sicuani.
El contrato Grace permitió el ingreso del capital británico en 1890 y promovió tanto la industria petrolera como la minera reflejado en el continuo incremento de establecimientos fabriles.

### Efectos de la Gran Depresión
La década de 1890 marcó el inicio de la recuperación del Perú, pues coincide con un renovado proceso modernizador. Las metas del gobierno se plantearon mediante el control arancelario que utilizó como negociación en tratados con países vecinos; por ejemplo, con Chile.
Sin embargo, la crisis mundial afectó inevitablemente la economía nacional. La crisis de Baring desprestigió el comercio latinoamericano y restringió fuertemente las exportaciones de commodities. Asimismo, se produjo una caída sistémica del precio de la plata entre 1890 y 1894 (resultado de la Gran Depresión) que afectó a todos los mercados, las transacciones y el movimiento industrial y comercial, fuente de la gran parte de las entradas fiscales, como señaló el mismo presidente en su mensaje de Fiestas Patrias de 1892.

### Auge industrial
La merma en los ingresos fiscales se compensó con el auge industrial iniciado durante este periodo. En efecto, al margen de la influencia gubernamental, la esperanza del bienestar económico propició el desarrollo de una nueva industria. El 60% de las firmas que llegaron a operar a inicios del siglo XX se establecieron en esta época. Entre ellas las del sector manufacturero urbano que tenía como objetivo tanto la exportación de sus productos como la venta hacia el sector rural. Proliferaron fábricas dedicadas a la producción de textiles, cervezas, vinos y licores, sombreros, calzado, velas, chocolates y aceites. Se establecieron también compañías de agua potable; así como las de operación de muelles.
De esta época data el establecimiento de la empresa Sanguinetti Hermanos, dedicado al rubro de la madera y otros artículos (1892). Años después, ingresó al negocio Andrés Dasso, cambiando el nombre de la firma a Sanguinetti y Dasso; a partir de entonces, la empresa tuvo una rápida expansión. También continuó desarrollando su negocio la fábrica de galletas y dulces de Arturo Field, que adquirió moderna maquinaria. La fábrica de tejidos de Vitarte fue adquirida por la compañía inglesa Peruvian Cotton M. en 1890, lo que impulsó de manera considerable a dicha industria.
A finales del gobierno, entre 1893 y 1894, se presentó una recuperación gradual del volumen de exportaciones, que había caído drásticamente desde la guerra con Chile. Algunos autores atribuyen estas mejoras productivas a la renovación sustancial de los medios de producción; por ejemplo, máquinas a vapor y concentración de masas laborales.

### Incentivo a la minería
Por ley de 8 de noviembre de 1890 se ordenó que, por un plazo de 25 años, no se gravara a la industria minera con nuevos impuestos ni se aumentaran los ya existentes. Esto tuvo un efecto positivo a largo plazo y, entre otros factores, posibilitó el renacimiento de la minería, que empezó a principios del siglo XX. Se reafirmó así la tradición del Perú como país minero.

### El presupuesto de la República
En lo que respecta al presupuesto de la República, por ley de 27 de noviembre de 1890 se estableció la práctica de los presupuestos anuales (hasta entonces habían sido bienales). En el primer año del gobierno de Morales Bermúdez hubo un saldo a favor que ascendió a S/.950 000, aunque hubo ingresos y gastos fuera del presupuesto. A este defectuoso sistema presupuestal se sumó la disminución de las entradas fiscales por la depresión mundial y la baja del precio de la plata, y el desorden administrativo reflejado en la contabilidad, con gastos de hasta un 57% sobre lo autorizado. Ante la constatación de estas irregularidades, el Congreso aprobó resoluciones legislativas, que buscaban el fortalecimiento del sistema de contabilidad y la verificación de lo recaudado tanto en aduanas como lo gastado en políticas públicas.
A partir de 1893 empezó a presentarse déficit en el presupuesto, pero en un porcentaje que oscilaba entre el 2% y el 7%, que era fácilmente cubierto. Este déficit se iría acentuando bajo el gobierno de Piérola (1895-1899).

## Obras públicas
Morales Bermúdez no hizo obras públicas de importancia ni alguna otra innovación de calibre, limitándose a seguir la política trazada por su antecesor, a incrementar las rentas nacionales y a reprimir a los opositores, llegando incluso a cerrar diarios. Para él, gobernar era conservar el orden. Sin embargo, se pueden citar algunas obras importantes que se realizaron bajo su gobierno:
- Por obra de la Peruvian Corporation, se continuó la ampliación de las vías férreas del centro y del sur. El ferrocarril central, que en 1890 llegaba hasta Chicla, para 1893 estaba ya en La Oroya. El ferrocarril del sur, proyectado de Juliaca a Cuzco, en 1892 llegó hasta Maranganí, y en 1894 hasta Sicuani.[69][79]

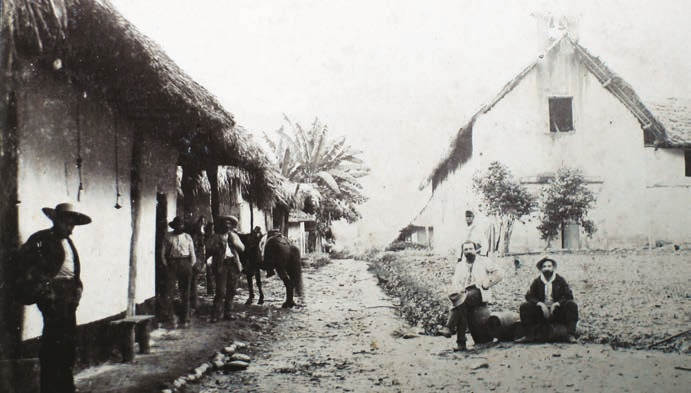
Colonos en la ceja de selva central. Fines del.

- Se planeó la construcción de vías de penetración a la amazonía. Un anhelo republicano era unir Lima con el más cercano puerto fluvial de la selva central. Por ley de 1890 se ordenó la construcción de un camino desde el pueblo de La Merced (Chanchamayo), en la ceja de selva, hasta un punto navegable del río Pichis, para que sirviera de inicio de una ruta fluvial que conectara hasta Iquitos. Como ingeniero de la obra fue nombrado Carlos Pérez y como director técnico y administrativo el célebre Joaquín Capelo. La obra fue inaugurada el 15 de noviembre de 1891.[80][79]
- El 14 de octubre de 1893 se sancionó la Ley de Inmigración y Colonización, que dio amplias facilidades para la llegada de inmigrantes de raza blanca (es decir, provenientes de Europa). Entre los atractivos que se ofrecieron a los inmigrantes estaban: pasajes y traslados cubiertos por el Estado, terrenos, animales y semillas gratis, y exoneración de impuestos por cinco años. Pero los inmigrantes blancos nunca llegaron. Se culpó de ello a los terratenientes que acaparaban las tierras de cultivo y que las explotaban bajo el arcaico sistema feudal.[81][82]
- Se dotó de servicio de agua potable a la ciudad de Arequipa.[79]

## Seguridad interna y defensa nacional
- Se llevó a cabo algunas reformas en los cuerpos de policía y gendarmería y se restringieron los ascensos en los cuadros del ejército y la marina.[83]
- En 1894 se adquirieron el navío de guerra Constitución (construido en Newcastle) y el transporte de madera Chalaco, (construido en San Francisco), los cuales fueron incorporados a la marina de guerra, que hasta entonces solo contaba con el crucero Lima y el guardacostas Santa Rosa.[84]

## Aspecto educativo y cultural
- El país aún no se recuperaba de todo de las secuelas que la guerra con Chile había dejado en el campo de la educación. La barbarie chilena había saqueado los planteles educativos y causado destrozos en su infraestructura. La reconstrucción de muchas escuelas, la redistribución de recursos y reinicio de las clases fue un proceso que duró años, especialmente en provincias. El gobierno de Morales Bermúdez hizo algunos avances de recuperación en dicho campo, como la apertura de escuelas de educación primaria.
- En el campo de la enseñanza privada, destaca la reorganización del Instituto Lima, y la consolidación del prestigio del Liceo Fanning para señoritas fundado por Teresa González de Fanning, que en 1892 fue traspasado a Elvira García y García, conservando su nombre original. Ambas educadoras fueron pioneras del fomento de la educación para la mujer. Otras destacadas educadoras de esta época fueron Matilda Acha de Brenner y Carolina Vargas de Vargas.[85]
- En 1891 se ordenó la reapertura de la Universidad de Trujillo.[86]
- Con motivo del cuarto centenario del Descubrimiento de América se desarrolló, entre otros actos, una gran Exposición Nacional, en Lima, el 12 de octubre de 1892, que tuvo gran éxito. Allí se exhibió un mostrario de especímenes de los tres reinos de la naturaleza, así como trabajos de artífices e inventores peruanos y extranjeros, además de piezas de cerámica prehispánica y pinturas de renombrados artistas. Se publicó al respecto una revista, titulada La Exposición de Lima.[87]

## Fallecimiento del presidente

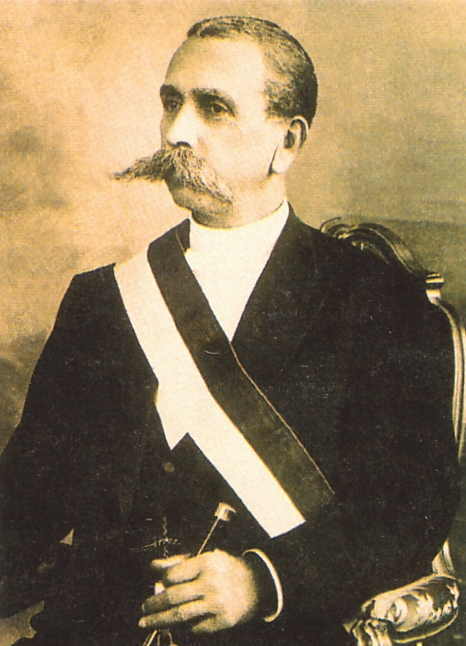
El coronel Justiniano Borgoño, segundo vicepresidente, asumió la presidencia de la República tras la muerte de Morales Bermúdez, aduciendo que el primer vicepresidente, Pedro Alejandrino del Solar, había declinado el cargo.

El 23 de marzo de 1894 el presidente Morales Bermúdez enfermó gravemente (al parecer, de obstrucción intestinal) y pese a la atención médica que se le brindó, falleció el 1 de abril, día en que coincidentemente debía celebrarse las elecciones para elegir a su sucesor. De acuerdo a la Constitución, debía asumir el mando Pedro Alejandrino del Solar por ser el primer vicepresidente, lo cual debió haber ocurrir ya desde el momento en que Morales Bermúdez había enfermado gravemente. Pero el Consejo de Ministros, que encabezaba el canciller José Mariano Jiménez, se abstuvo de entregar en ese momento el mando a Del Solar, aduciendo que carecía de facultades para ello. Lo que en realidad ocurrió fue que los caceristas consideraban a Del Solar como un obstáculo para la candidatura de Cáceres, pues había hecho declaraciones en contra de ella. De modo que presionaron para que el mando fuera transferido al segundo vicepresidente, Justiniano Borgoño, que era un militar muy adicto a Cáceres.
El Consejo de Ministros simuló seguir la formalidad constitucional anunciando a Del Solar el fallecimiento del presidente. Este respondió asumiendo el poder, pero al mismo tiempo reprochó al Consejo de Ministros que no le hubiera entregado el poder ya desde el momento en que se enfermara el presidente, y que en cambio entregara a Borgoño el mando de las fuerzas de tierra y mar. Pero acotó que el Consejo podía renunciar ante Borgoño pues los mismos ministros lo habían elevado al mando. Esta respuesta fue interpretada por el Consejo de Ministros como una renuncia de Del Solar, por lo que procedió a entregar el mando a Borgoño como sucesor de Morales Bermúdez. Los caceristas lograron también que las elecciones fueran suspendidas.
Morales Bermúdez fue enterrado con honores de jefe de Estado. Los informes médicos concluyeron en que la causa probable de su muerte fue una apendicitis complicada tal vez con una obstrucción intestinal, que fue fatal pese a la cirugía que le practicó el doctor Lino Alarco, una eminencia médica de entonces. Una versión que corrió entonces, de que la causa de la muerte había sido el envenenamiento, fue descartada.

## Autoridades

### Ministros
| Ministerio                           | Ministro | Periodo |
| Presidencia del Consejo de Ministros | Mariano Nicolás Valcárcel Alberto Elmore (int.) Federico Herrera Justiniano Borgoño Federico Herrera Juan Ibarra Carlos M. Elías Manuel Velarde Seoane José Mariano Jiménez | 10 de agosto de 1890-24 de julio de 1891 25 de julio de 1891-14 de agosto de 1891 14 de agosto de 1891-24 de agosto de 1891 24 de agosto de 1891-14 de octubre de 1891 14 de octubre de 1891-13 de abril de 1892 14 de abril de 1892-30 de junio de 1892 30 de junio de 1892-3 de marzo de 1893 3 de marzo de 1893-11 de mayo de 1893 11 de mayo de 1893-1 de abril de 1894 |
| Relaciones Exteriores                | Alberto Elmore Juan Federico Elmore Eugenio Larrabure y Unanue Ramón Ribeyro Cesáreo Chacaltana José Mariano Jiménez                                                        | 10 de agosto de 1890-14 de agosto de 1891 14 de agosto de 1891-30 de junio de 1892 30 de junio de 1892-4 de enero de 1893 4 de enero de 1893-3 de marzo de 1893 3 de marzo de 1893-11 de mayo de 1893 11 de mayo de 1893-1 de abril de 1894 |
| Justicia, Instrucción y Culto        | Francisco G. Chávez Epifanio Serpa Arana Ismael Puirredón Félix C. Coronel Zegarra Alfredo Gastón Estanislao Pardo de Figueroa                                              | 10 de agosto de 1890-24 de agosto de 1891 24 de agosto de 1891-30 de junio de 1892 30 de junio de 1892-3 de marzo de 1893 3 de marzo de 1893-11 de mayo de 1893 11 de mayo de 1893-28 de septiembre de 1893 28 de septiembre de 1893-1 de abril de 1894 |
| Guerra y Marina                      | Belisario Suárez Justiniano Borgoño Federico Herrera (int.) Juan Ibarra Bruno Morales Bermúdez Manuel Villavicencio Nicanor Ruiz de Somocurcio                              | 10 de agosto de 1890-24 de agosto de 1891 24 de agosto de 1891-14 de octubre de 1891 14 de octubre de 1891-27 de noviembre de 1891 27 de noviembre de 1891-2 de mayo de 1892 2 de mayo de 1892-3 de marzo de 1893 3 de marzo de 1893-11 de mayo de 1893 11 de mayo de 1893-1 de abril de 1894                                                                               |
| Hacienda y Comercio                  | Ismael G. de la Quintana Manuel Carbajal Rafael Quiróz José Salvador Cavero Eugenio Marquesado Agustín de la Torre González Manuel Melitón Carvajal                         | 10 de agosto de 1890-24 de agosto de 1891 24 de agosto de 1891-30 de junio de 1892 30 de junio de 1892-3 de marzo de 1893 3 de marzo de 1893-2 de mayo de 1893 11 de mayo de 1893-28 de septiembre de 1893 28 de septiembre de 1893-29 de enero de 1894 30 de enero de 1894-1 de abril de 1894                                                                              |
| Gobierno, Policía y Obras Públicas   | Mariano Nicolás Valcárcel Francisco G. Chávez (int.) Federico Herrera Juan Ibarra Carlos M. Elías Manuel Velarde Seoane Pedro José Zavala Alfredo Gastón                    | 10 de agosto de 1890-24 de julio de 1891 25 de julio de 1891-12 de agosto de 1891 12 de agosto de 1891-13 de abril de 1892 2 de mayo de 1892-30 de junio de 1892 30 de junio de 1892-3 de marzo de 1893 3 de marzo de 1893-11 de mayo de 1893 11 de mayo de 1893-1 de septiembre de 1893 28 de septiembre de 1893-1 de abril de 1894                                        |